# Schefflera kraemeri
Schefflera kraemeri är en araliaväxtart som beskrevs av Hermann August Theodor Harms. Schefflera kraemeri ingår i släktet Schefflera och familjen araliaväxter. Inga underarter finns listade.